# مشغل منشآت الطاقة الكهربائية الألبانية
مشغل منشآت الطاقة الكهربائية الألبانية ( OSHEE ) هي شركة طاقة تعمل على بناء وتشغيل وصيانة وتطوير شبكة توزيع الكهرباء التي تخدم المنازل وعملاء القطاع الخاص في جميع أنحاء ألبانيا. كانت تُعرف سابقًا باسم توزيع سي إي زد ش، ولكن غيرت الشركة اسمها إلى "مشغل توزيع الكهرباء ش.أ." في يوليو 2014. وهي شركة تابعة للحكومة الألبانية تحت إشراف وزارة البنية التحتية والطاقة. 

## أنظر أيضاً
- كيش (شركة الطاقة الألبانية)
- OST (مشغل نظام النقل)
- ERE (هيئة تنظيم الطاقة)
- شركات توزيع الكهرباء حسب الدولة